# Kūh Nārmeh
Kūh Nārmeh (persiska: کوه نارمه) är en ort i Iran.   Den ligger i provinsen Chahar Mahal och Bakhtiari, i den centrala delen av landet, 500 km söder om huvudstaden Teheran. Kūh Nārmeh ligger 1 986 meter över havet och antalet invånare är 165.
Terrängen runt Kūh Nārmeh är bergig åt nordväst, men åt sydost är den kuperad. Runt Kūh Nārmeh är det ganska glesbefolkat, med 38 invånare per kvadratkilometer. Närmaste större samhälle är Māl-e Khalīfeh, 17,7 km nordost om Kūh Nārmeh. Omgivningarna runt Kūh Nārmeh är i huvudsak ett öppet busklandskap.